# Rhizothrix reducta
Rhizothrix reducta är en kräftdjursart som beskrevs av Noodt 1952. Rhizothrix reducta ingår i släktet Rhizothrix och familjen Rhizothricidae.

## Underarter
Arten delas in i följande underarter:
- R. r. noodti
- R. r. reducta